# 相模原市立上溝小学校
相模原市立上溝小学校（さがみはらしりつ かみみぞしょうがっこう）は、神奈川県相模原市中央区上溝7丁目にある公立小学校である。

## 沿革
- 1868年（明治元年） - 鈴木縫之助氏が上溝に私塾を開く。
- 1873年（明治6年）6月 - 鈴木縫之助氏、私塾を小学校とし、玄講学舎と呼称。
- 1875年（明治8年） - 玄講学舎を上溝学校、蕃典学舎を番田学校と改称。
- 1881年（明治14年）6月 - 校舎を上溝2889番地に建築。
- 1892年（明治25年） - 尋常高等上溝小学校と改称。
- 1913年（大正2年）2月 - 普通教育奨励規程により、知事から奨励旗を授与される。
- 1949年（昭和24年）4月 - 星ヶ丘分校が星が丘小学校として独立。
- 1953年（昭和28年）7月 - 創立80周年記念事業としてプールを建設。
- 1959年（昭和34年）12月 - 給食室建設を行う。
- 1960年（昭和35年）2月 - 学校給食を実施。
- 1961年（昭和36年）10月 - 創立88周年記念式典挙行。校旗を樹立し、校歌を制定。
- 1965年（昭和40年）4月 - 鉄筋校舎（4教室）が完成。
- 1970年（昭和45年）4月 - プレハブ教室5教室設置。
- 1972年（昭和47年）4月 - 横山小学校開校により、横山台地区と横山地区から通う児童が転籍。
- 1973年（昭和48年）
  - 2月 - 鉄筋校舎（3階6教室、図書室、家庭科室）増改築。
  - 5月 - 講堂惜別の会を開催し、講堂を解体。
  - 10月 - プレハブ教室（2階建8教室）撤去し、体育館完成。
  - 11月 - 創立百周年記念式典挙行。
- 1975年（昭和50年）3月 - 作の口小学校開校に伴い、四ッ谷地区児童とお別れ式を挙行。
- 1977年（昭和52年）3月 - 上溝南小学校開校に伴い、番田、諏訪面、丸崎、虹吹各地区児童とのお別れ式を挙行。
- 1978年（昭和53年）4月 - 岩石園移転。
- 1979年（昭和54年）
  - 5月 - プール取り壊し。
  - 8月 - 循環式プール完成。
- 1980年（昭和55年）
  - 10月 - 造形作品展示会（溝っ子展）を開催。
  - 12月 - 校歌を管弦楽曲に編曲。
- 1981年（昭和56年）
  - 5月 - ボールあて板作成。
  - 9月 - 校内でカラーテレビ映像放映開始。
- 1982年（昭和57年）8月 - 特色ある学校づくり事業による造形砂場完成。
- 1983年（昭和58年）7月 - 特色ある学校づくり事業によるアスレチック・移動用演奏台完成。
- 1984年（昭和59年）3月 - 新宿小学校開校に伴い、石橋、石橋住宅、神明団地各地区児童とのお別れ式を挙行。
- 1986年（昭和61年）1月 - 防球ネット設置。
- 1988年（昭和63年）4月 - 学童クラブ開設。
- 1993年（平成5年）11月 - 歴史資料館整備完了。自然園、民俗資料館完成。創立120周年記念式典挙行。
- 1996年（平成8年）3月 - 給食室改修工事。
- 1998年（平成10年）8月 - A棟耐震工事完了。
- 2000年（平成12年）
  - 3月 - 自然園三段池「溝っ子池」完成。
  - 6月 - 職員玄関前銀杏形「石標庭」完成。
  - 8月 - パソコン更新し、インターネット接続工事実施。
- 2002年（平成14年）
  - 4月 - 上溝小学校器楽合奏部を上溝小学校吹奏楽部と名称変更。
  - 6月 - 横断幕「すきだよ かみみぞ」A棟3階に設置。
- 2003年（平成15年）
  - 2月 - A棟2階廊下「努力の足あと」設置
  - 10月 - 創立130周年記念式典挙行。扁額「上溝小学校のあゆみ」掲額。
- 2004年（平成16年）
  - 3月 - 校庭南側地下飲料水兼貯水槽工事完成
  - 8月 - B棟東校舎耐震工事と体育館屋根等補修実施。
- 2005年（平成17年）4月 - 「上溝学校」木扁額が、相模原市登録文化財に登録される[2]。
- 2006年（平成18年）5月 - 上溝小学校子ども見守り隊第1回総会開催。
- 2007年（平成19年）
  - 2月 - 体育館床張り替え等工事。
  - 10月 - プール改修とA棟トイレドライ方式の両工事完了。
- 2010年（平成22年）
  - 2月 - 学校ボランティアお礼の会開催。
  - 3月 - 北門スライド式扉新設。
- 2013年（平成25年）
  - 1月 - 新設児童クラブ完成し、開所。
  - 6月 - 春季運動会開催。140周年記念航空写真撮影。
- 2023年（令和5年）10月 - 創立150周年記念式典挙行。
- 2024年（令和6年）3月 - 150周年記念事業花火イベント開催。

## 通学区域
- 相模原市中央区[3]
  - 上溝1丁目（4番(1号〜11号)・5番(1号〜17号・27号〜35号)・6番(1号〜12号・25号〜31号)・7番〜12番・16番）
  - 上溝2丁目（3番6号〜10番）
  - 上溝3丁目
  - 上溝4丁目
  - 上溝5丁目
  - 上溝6丁目（1番〜8番・9番(10号・18号〜50号)・18番(1号・27号・33号〜45号)・19番〜25番）
  - 上溝7丁目
  - 大字上溝（1674番(3号・5号)・1675番(枝番の無いもの・3号・4号)・1748番〜1749番9号・1760番〜1770番・1773番〜1922番・1963番〜1966番・1967番3号・2012番〜2020番・2043番〜2045番・2110番〜2157番・2165番〜2240番・2246番(2号・3号・5〜11号)・2259番〜2281番・2287番〜2369番・2417番〜2420番・2421番(2〜12号)・2422番・2426番〜2433番・2544番〜2593番・3080番〜3190番・5415番〜5423番・5454番）
  - 陽光台1丁目（9番19号）
  - 横山5丁目（11番〜21番）

## 進学中学校
- 相模原市中央区[4]
  - 相模原市立上溝中学校-上溝1丁目4番1号〜11号・5番1号〜17号・27号〜35号・6番1号〜12号・25号〜31号・7番~12番・16番、上溝2丁目3番6号〜10番、上溝3丁目〜5丁目、上溝6丁目1番〜9番10号・18号〜50号・19番1号・14号〜19号・20番1号・2号・22号〜29号、上溝7丁目1番〜3番8号・17号・18号・21号〜31号・7番〜27番、上溝1674の3・1674の5・1675(枝番の無いもの)・1675の3・1675の4・1748〜1749の9・1760〜1770・1773〜1875・1879〜1883・1922の2〜4・8〜9・11・3080〜3190・5415〜5423・5454、陽光台1丁目9番19号、横山5丁目11番〜21番に在住の児童が進学
  - 相模原市立上溝南中学校-上溝6丁目18番1号〜27号・33号〜45号・19番2号〜13号・20番3号〜21号・21番〜25番、上溝7丁目3番9号〜16号・19号・20号・4番〜6番・28番〜40番、上溝1876〜1878・1884・1886〜1895・1906のの3・6・1907〜1921・1922の16〜24・1963〜1966・1967の3・2012〜2020・2043〜2045・2110〜2157・2165〜2240・2246の2・2246の3・2246の5〜11・2259〜2281・2287〜2369・2417〜2420・2421の2〜12・2422・2426〜2433・2544〜2593に在住の児童が進学

## 周辺
- 社会福祉法人清水地域福祉奉仕会ひよこ保育園 - 相模原市道をはさんで、敷地が隣接。なおかつ、進学前保育園のひとつ。
- 相模原市上溝まちづくりセンター - 相模原市道をはさんで、敷地が隣接。
- 秀珍山光宝寺
- 学校法人協同学園認定こども園みずほ幼稚園 - 進学前幼稚園のひとつ。
- JR相模線
- 上溝学校給食センター

## 交通アクセス
- 神奈川中央交通「大15」系統で、「元町」停留所より、
  - のりば1（上溝行）から、徒歩約315m・約5分。
  - のりば2（相模大野駅北口行）から、徒歩約320m・約5分。
- JR東日本相模線上溝駅から、徒歩約625m・約10分。